# Hoplostethus fragilis
Hoplostethus fragilis is een straalvinnige vissensoort uit de familie van zaagbuikvissen (Trachichthyidae). De wetenschappelijke naam van de soort is voor het eerst geldig gepubliceerd in 1959 door de Buen.